# Marian Bernard Wimmer
Marian Bernard Wimmer (ur. 13 kwietnia 1897 w Kołomyi, zm. 21 września 1970 w Łodzi) – polski architekt, grafik i nauczyciel akademicki, jeden z twórców Państwowej Wyższej Szkoły Filmowej, Telewizyjnej i Teatralnej w Łodzi.

## Życiorys
Brał udział w wojnie polsko-bolszewickiej. W 1926 ukończył architekturę na Politechnice Lwowskiej. Tuż po studiach rozpoczął pracę jako nauczyciel w Państwowej Szkole Przemysłu Drzewnego w Zakopanem, gdzie pracował do 1939 (od 1936 jako dyrektor tej placówki). 
W 1945 Wimmer stworzył koncepcję szkolenia operatorów filmowych i scenografów i kierował nim w ramach Instytutu Filmowego (jako z-ca dyrektora). Rok później zlikwidowano Instytut a kształcenie przeniesiono do nowo powstałego Wydziału Filmowego Państwowej Wyższej Szkoły Sztuk Plastycznych w Łodzi, której w 1947 został profesorem. W latach 1953–1956 Marian Wimmer był wykładowcą plastyki filmowej na Wydziale Reżyserskim utworzonej w 1948 Państwowej Wyższej Szkoły Filmowej w Łodzi, do której przeniesiono studentów kierunków filmowych. W 1957 został profesorem nadzwyczajnym.

## Projekty
Jako architekt był autorem m.in.: 
- pensjonat Grotowskich w Zakopanem (1928)
- Zespół Szkół Sanatoryjnych w Zakopanem (1928)
- Szkoła Rolnicza w Nowym Targu (1933)
- pensjonat „Pion” (dom własny) przy ul. Tetmayera w Zakopanem (1934, ze Stanisławą Krużanką-Wimmer)
- Szkoła Przemysłu Drzewnego w Zakopanem (1936)
- schronisko na Turbaczu (1936)
- Willa Sendzimirów przy ul. Orkana 13 w Zakopanem (~1936, ze S. Krużanka-Wimmer; budynek wpisany do ewidencji zabytków)
- pensjonat „Marzenie” w Zakopanem (1938)
- dom Komunalnej Kasy Oszczędności w Zakopanem (1939)[1].

Marian Wimmer był członkiem oddziałów krakowskiego i łódzkiego Stowarzyszenia Architektów Polskich (SARP). Został odznaczony m.in. Krzyżem Kawalerskim Orderu Odrodzenia Polski (1969) i Srebrną Odznaką SARP (1958). Był żonaty ze Stanisławą Krużanką-Wimmer (1903–1971), również architektką. Pochowany na cmentarzu Doły w Łodzi.